# Route 77 (Colombie-Britannique)
La Route 77 est une route de 138 km (86 mi) faisant partie de la Liard Highway, une route plus longue de 378 km (235 mi) reliant la Colombie-Britannique aux Territoires du Nord-Ouest. Il s'agit du seul lien direct entre cette province et ce territoire. Elle permet de relier les communautés de Fort Liard et de Nahanni Butte.

## Description du tracé

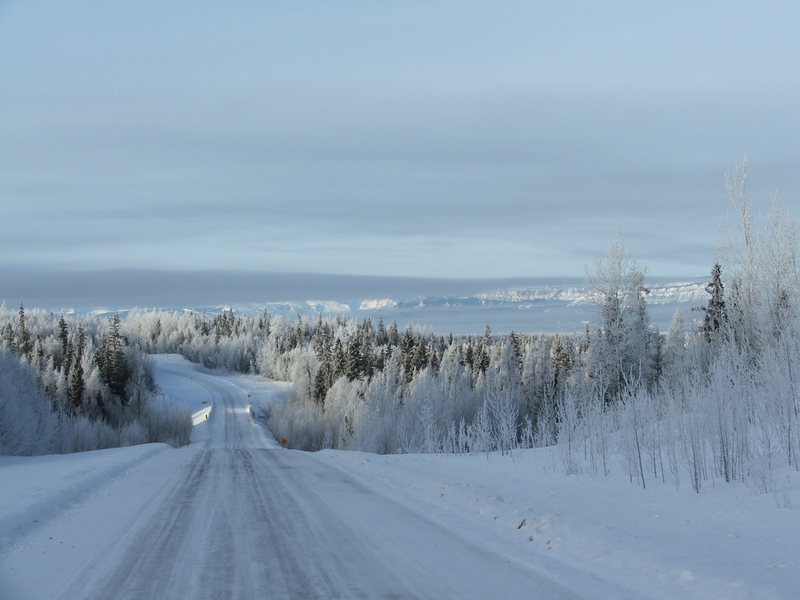
Route Liard durant l'hiver

La route 77 débute à l'intersection avec la route 97 près de Fort Nelson et parcourt 138 km (86 mi) vers le nord-est dans les étendues de la forêt boréale canadienne. Elle rejoint la frontière des Territoires du Nord-Ouest et y devient la route 7. L'ensemble (route 77 et route 7) constitue la Route Liard.

## Histoire
La route a été construite entre 1975 et 1982 et a officiellement ouvert en juin 1984,. Le numéro "77" a été attribué au segment de Colombie-Britannique en 1984.
En 2012, la route a été complètement asphaltée. Avant cette date, l'asphalte cessait à 83 km (52 mi) de la frontière.

## Intersections majeures
| District régional     | Ville  | km                              | Destinations                                               | Notes |
| --------------------- | ------ | ------------------------------- | ---------------------------------------------------------- | ----- |
| Northern Rockies      |        | 0,00                            | BC-97 – Fort Nelson, Fort St. John, Steamboat, Watson Lake |       |
| Northern Rockies      | 42,00  | Traverse la rivière Fort Nelson | Traverse la rivière Fort Nelson                            |       |
| Northern Rockies      | 134,40 | Traverse la rivière Petitot     | Traverse la rivière Petitot                                |       |
| Northern Rockies      | 138,00 | Route 7 – Fort Liard            | Continue aux Territoires du Nord-Ouest                     |       |
| - Transition de route |        |                                 |                                                            |       |